# 河南戏剧 (杂志)
《河南戏剧》全称《南腔北调·河南戏剧》是河南省文学艺术界联合会主管、河南戏剧家协会主办的一家在全国出版发行的戏剧类刊物。其前身是创刊于1963年的《奔流·戏剧专刊》杂志。杂志在1999年停刊，2010年复刊。